# Andrés Méndez
Andrés Méndez (ur. 30 lipca 1992) – kolumbijski kierowca wyścigowy.

## Kariera

### Początki
Méndez rozpoczął karierę w jednomiejscowych samochodach wyścigowych w wieku 19 lat w 2009 roku w Kolumbii, gdzie wystartował w 6-godzinnym wyścigu w Bogocie. W klasie Fuerza Libre 1 odniósł zwycięstwo. W późniejszych latach odniósł jeszcze dwa zwycięstwa w tym wyścigu w klasie Fuerza Libre 2 (2010-2011). W 2012 roku Wyścigowe Mistrzostwa Kolumbii ukończył na siódmym miejscu.

### Star Mazda Championship
W 2012 roku Kolumbijczyk dołączył do stawki mistrzostw Star Mazda Championship z ekipą Team GDT. W ciągu siedemnastu wyścigów, w których wystartował, uzbierał łącznie 128 punktów. Dało mu to czternaste miejsce w końcowej klasyfikacji kierowców.

### Formuła Renault
W sezonie 2013 Méndez przeniósł się do Europy, aby startować w mistrzostwach Północnoeuropejskiego Pucharu Formuły Renault 2.0. W samochodzie ekipy Mark Burdett Motorsport wystartował w czternastu wyścigach. Z dorobkiem 21 punktów został sklasyfikowany na 35 pozycji w klasyfikacji generalnej.

### Formuła 3
W 2014 roku Kolumbijczyk dołączył do stawki Niemieckiej Formuły 3, gdzie reprezentował niemiecką ekipę Lotus. Uzbierane 117 punktów dało mu siódme miejsce w klasyfikacji kierowców.